# Pierre-Laurent Wantzel
Pierre-Laurent Wantzel, né le 5 juin 1814 à Paris et mort le 21 mai 1848 dans la même ville, est un mathématicien français.
Il est notamment connu pour avoir résolu deux des trois grands problèmes de l'Antiquité, en démontrant l'impossibilité de la trisection de l'angle et de la duplication du cube.

## Biographie
Fils de Frédéric Wantzel, ancien militaire, professeur de mathématiques appliquées à l'École spéciale du commerce,, Pierre-Laurent Wantzel nait le 5 juin 1814 à Paris. Il fait ses études au collège d'Écouen. Après un séjour d'un an à l'École des arts et métiers de Châlons, il entre en 1828 au « collège Charlemagne ».
En 1829, A. A. L. Reynaud le prie de corriger les épreuves de sa nouvelle édition du Traité d'arithmétique de Bézout et y inclut sa preuve d'une méthode connue d'extraction de racines carrées,.
Reçu premier à l'École polytechnique (promotion X1832), il intègre ensuite l'École des ponts et chaussées en 1834. Il s'intéresse alors particulièrement à l'algèbre et aux problèmes de constructibilité et de résolubilité par radicaux. Contemporain d'Évariste Galois, on peut supposer qu'il n'en connaissait pas les travaux qui n'ont été publiés qu'en 1846. Il s'inspire cependant grandement des travaux de Viète, Descartes, Gauss et Abel.
En 1837, encore élève-ingénieur, il publie un article où il trouve un critère de non-constructibilité à la règle et au compas appelé théorème de Wantzel. Il résout ainsi, en démontrant leur impossibilité, deux problèmes classiques de la Grèce Antique, la trisection de l'angle et la duplication du cube. Un troisième corollaire est de finir de déterminer les polygones constructibles (théorème de Gauss-Wantzel) : Gauss avait donné la condition suffisante, Wantzel donne la condition nécessaire.
Ingénieur des ponts et chaussées en 1840, il préfère se consacrer à l'enseignement d'abord en tant que professeur de mécanique appliquée aux Ponts-et-Chaussées, puis comme examinateur au concours d'entrée à l'École polytechnique, enfin comme professeur de mathématiques et de physique dans d'autres établissements.
Il continue à s'intéresser aux mathématiques, publie une démonstration plus claire du théorème d'Abel sur les équations résolubles par radicaux et s'intéresse aux intégrales curvilignes.
Il meurt le 21 mai 1848, probablement de surmenage.